# Ambhanjyang
Ambhanjyang – gaun wikas samiti w środkowej części Nepalu w strefie Narajani w dystrykcie Makwanpur. Według nepalskiego spisu powszechnego z 2001 roku liczył on 1519 gospodarstw domowych i 8566 mieszkańców (4287 kobiet i 4279 mężczyzn).